# Terrore nello spazio
Terrore nello spazio este un film SF de groază italian din 1963 regizat de Mario Bava. În rolurile principale joacă actorii Barry Sullivan, Norma Bengell, Angel Aranda. Scenariul realizat de Mario Bava, Alberto Bevilacqua, Callisto Cosulich, Antonio Roman și Rafael J. Salvia se bazează pe o povestire științifico-fantastic în limba italiană Una notte di 21 ore de Renato Pestriniero.

## Prezentare
În viitorul apropiat două nave spațiale Argos și Galliot sunt trimise să investigheze misterioasa planetă Aura. După aterizarea navei Galliot pe planetă, echipajul ei o ia brusc razna și se atacă reciproc. Evenimentul ciudat trece, dar echipajul descoperă în curând că cealaltă navă, Argos, s-a prăbușit - și află că echipajul acesteia a murit luptându-se între ei. Investigând în continuare, exploratorii își dau seama de existența unei rase de extratereștri fără corpuri, care încearcă să scape din lumea lor aflată pe moarte.

## Actori
- Barry Sullivan este Cpt. Mark Markary
- Norma Bengell este Sanya
- Ángel Aranda este Wes
- Evi Marandi este Tiona
- Franco Andrei este Bert
- Federico Boido este Keir
- Stelio Candelli este Brad
- Alberto Cevenini este Toby Markary
- Mario Morales este Eldon
- Ivan Rassimov este Carter
- Massimo Righi este Cpt. Sallis
- Fernando Villeña este Dr. Karan

## Vezi și
- Științifico-fantasticul în Italia
- 1963 în științifico-fantastic